# فرناندو ساوثيدو
فرناندو ساوثيدو (بالإسبانية: Fernando Saucedo) (15 مارس 1990 بسانتا كروز دي لا سييرا في بوليفيا - ) هو مدرب كرة قدم ولاعب كرة قدم بوليفي في مركز الوسط. شارك مع منتخب بوليفيا لكرة القدم. أما مع النوادي، فقد لعب مع نادي خورخي ويلسترمان وأورينتي بيتروليرو ونادي غوبيارا.

## روابط خارجية
- فرناندو ساوثيدو على موقع إي إس بي إن إف سي (الإنجليزية)
- فرناندو ساوثيدو على موقع قاعدة بيانات كرة القدم.إي يو (الإنجليزية)
- فرناندو ساوثيدو على موقع ناشيونال فوتبول تيمز (الإنجليزية)
- فرناندو ساوثيدو على موقع Soccerway.com (الإنجليزية)
- فرناندو ساوثيدو على موقع AS.com (الإسبانية)